# アルカーイダ
- アルカーイダ
- アルカイダ

アルカーイダ、アルカイダ（アラビア語: القاعدة、翻字: al-qāʿidah、英語: Al-Qaeda）は、イスラム主義を掲げるスンナ派ムスリムを主体とした国際テロ組織。ソ連・アフガン戦争中の1988年、ソ連軍への抵抗運動に参加していたウサーマ・ビン・ラーディンとその同志らによって結成された。
1990年代以降、1998年のアメリカ大使館爆破事件や2001年のアメリカ同時多発テロ事件等、アメリカを標的とした数々のテロを実行した。

## 名称

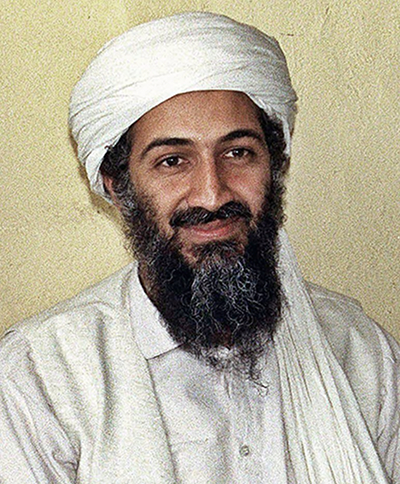
創始者のウサーマ・ビン＝ラーディン

FBI10大最重要指名手配のビン＝ラーディン

アラビア語で「アル（ال、al）」は定冠詞、「カーイダ（قاعدة、qāʿidah）」は「座る」を意味する動詞「カアダ（قعد, qaʿada）」の派生名詞で「大本」、すなわち「基地・基盤・座」を意味し、英語では「The Base」、中国語では「基地組織」と訳された。日本語ではアルカーイダと書かれることも多い。

## 組織
アルカーイダの考え方では実行の分散化は認めるが、意思決定は集中化するように求めている。しかし対テロ戦争後、アルカーイダの指導部は孤立した。その結果、アルカーイダの指導権は分散化され、組織は地域化されて幾つかのアルカーイダのグループに分かれた。
多くのテロ専門家は世界的なジハード主義運動がアルカーイダの指導によって推進されているとは考えていない。しかし、ビン・ラーディンは死ぬ前にイスラーム過激派に対してかなりの思想的影響を及ぼしていた。専門家らはアルカーイダはいくつかの異なる地域運動に細分化しており、これらのグループは互いにほとんど関係がないと述べている。

この見解は2001年10月のインタビューでにビン・ラーディン自身がタイシール・アッルーニーに対して行った説明とも類似している。
この問題はある特定の個人に関するものではありませんし、アルカーイダという組織に関するものでもありません。私たちは預言者ムハンマドをリーダーとする1つのイスラーム国家の子供たちであり、私たちの主はただ1人、預言者もただ1人、キブラもただ1つ、国家もただ１つなのです……真の信者たちはみな兄弟です。ですから、状況は西洋人が思い描いているような、（アルカーイダなど）特定の名前を持つ組織が存在するということではないのです。その特定の名称（アルカーイダ）はとても古いもので、意図せずして生まれたものです。兄弟であるアブ・ウバイダ・アル＝バンシリは、悪質かつ傲慢で残忍で恐ろしいソビエト帝国と戦うため若者たちを訓練するための軍事基地を作りました。そしてその場所は訓練「基地」（アルカーイダ）と呼ばれるようになりました。そのようにしてこの名称は生まれ、成立したのです。私たちは（イスラーム）国家から独立した存在ではありません。私たちは1つの国家の子供たちであり、切り離せない一部なのです。そして極東から、フィリピン、インドネシア、マレーシア、インド、パキスタン、モーリタニアにまで広がる示威運動とも（切り離すことができない）……したがって、私たちが論じているのはこの国家における道徳なのです。

### テロリスト・ネットワーク
アルカーイダと提携している団体：
- アラビア半島のアルカーイダ (AQAP)
- インド亜大陸のアルカーイダ (AQIS)
- イスラーム・マグリブ諸国のアル＝カーイダ機構 (AQIM)
- アル・シャバブ (ソマリア)
- Jama'at Nasr al-Islam wal Muslimin (JNIM)
- ボスニア・ヘルツェゴビナのアルカーイダ[22]
- コーカサスとロシアのアルカーイダ
- ガザのアルカーイダ
- クルディスタンのアルカーイダ[23]
- レバノンのアルカーイダ
- アブー・ハフス・アル＝マスリー殉教旅団

アルカーイダと無関係な団体：
- シャーム解放機構
- カフカース首長国 (factions)
- Fatah al-Islam[24]
- イスラム聖戦連合[25]
- ウズベキスタン・イスラム運動
- ジャイシュ＝エ＝ムハンマド[26]
- ジェマ・イスラミア [要出典]
- ラシュカレトイバ[27]
- Moroccan Islamic Combatant Group[28]

以前アルカーイダと提携していた団体：
- アブ・サヤフ （2014年にイスラム国に鞍替え[29]）
- Al-Mourabitoun (2017年にJNIMと合流[30])
- イラクの聖戦アル＝カーイダ組織 (のちのイスラム国)
- アンサール (ナイジェリア) (2015年に活動停止[31])
- アンサール・アル・イスラム （2014年にイスラム国と合流）
- アンサール・アッ＝ディーン (2017年にJNIMに合流[30])
- イエメン・イスラム聖戦 (のちのアラビア半島のアルカーイダ)
- Jund al-Aqsa (消滅)
- Movement for Oneness and Jihad in West Africa (2013年にAl-Mulathameenと合流してAl-Mourabitoun)
- Rajah Sulaiman movement [要出典] (消滅)

## 関連項目

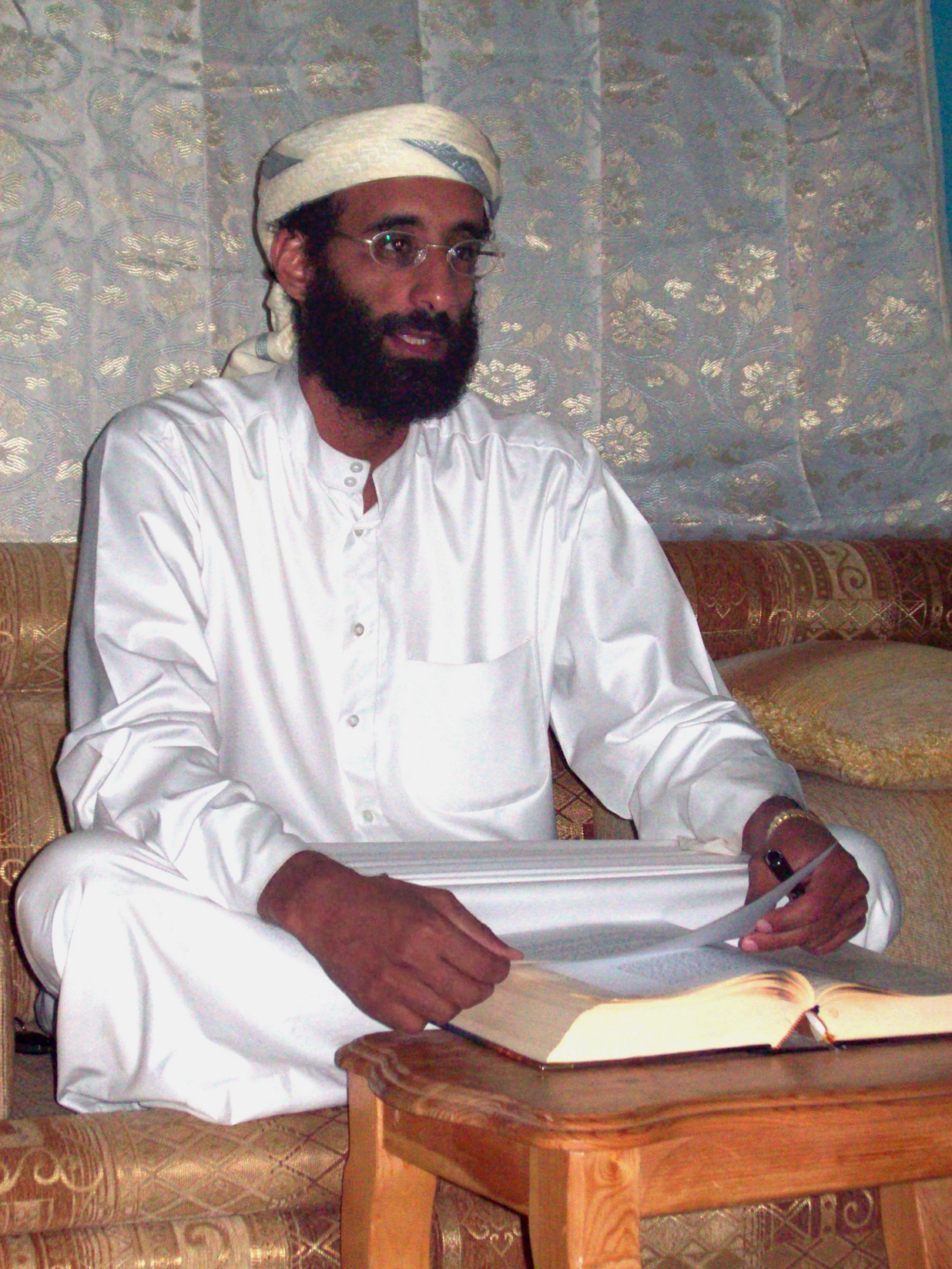
アンワル・アウラキ

### 指導部

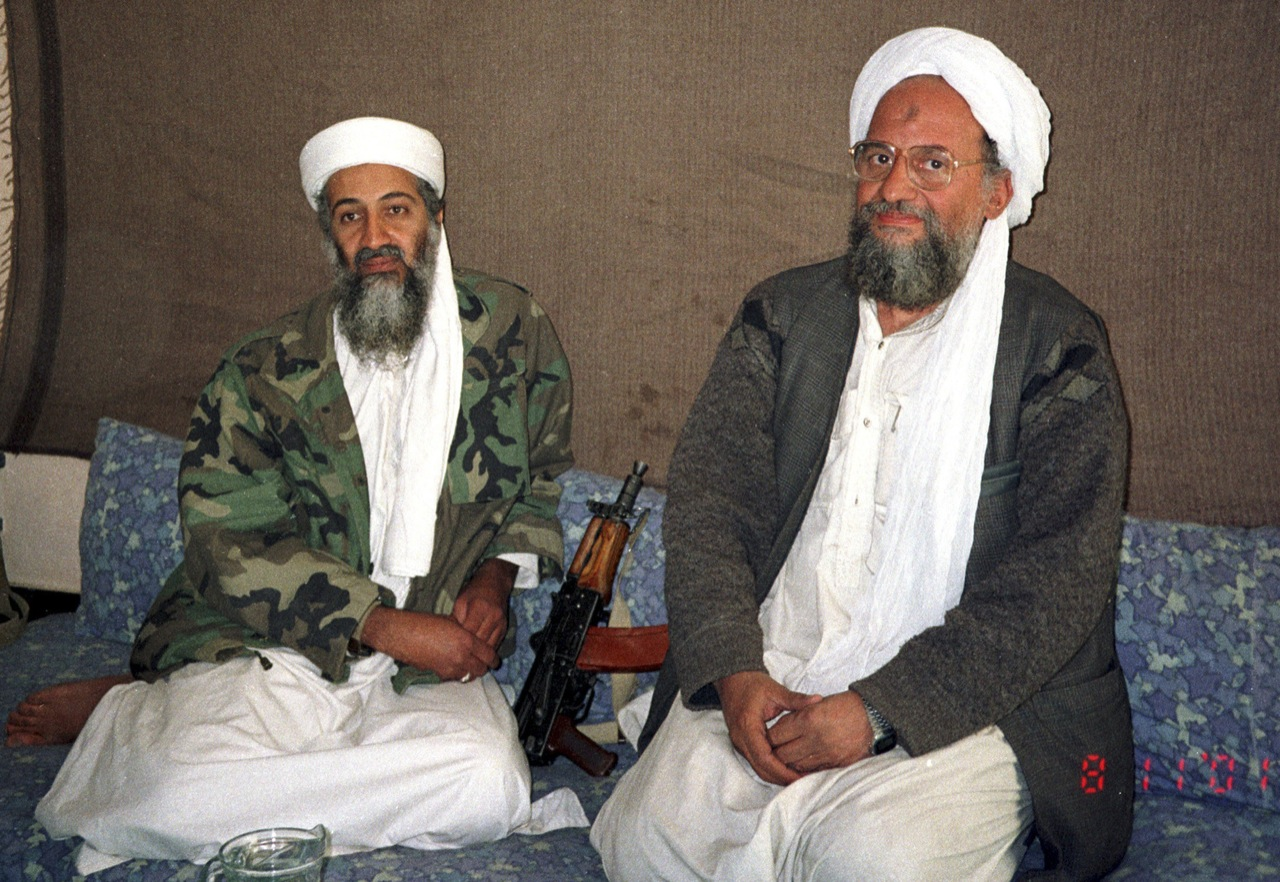
ウサーマ・ビン＝ラーディン（左）とアイマン・ザワーヒリー（右）

ウサーマ・ビン＝ラーディンはアル＝カーイダの精神的指導者であり、財力を用いて初期の反米闘争の組織を起ち上げた。アル＝カーイダのナンバー2とされていたアイマン・ザワーヒリーはイスラーム神学者。

1986年、二人はサウジアラビアのジッダで初めて会ったとされる。組織作りや資金集め、組織の代表として声明などを出す役割はビン＝ラーディンが担い、テロに関する宗教的な理論面や作戦面は、学識のあるザワーヒリーが担っていたとされる。
ビン＝ラーディンは1988年に組織を立ち上げてから2011年5月1日に殺害されるまで、アルカーイダの司令官（アミール）を務めていた。アティーヤ・アブドゥッラフマーンは2011年8月22日に死亡するまで副司令官を務めていたと言われている。ビン＝ラーディンは20～30人のベテランメンバーで構成されたシューラの助言を得ていた。
アイマン・ザワーヒリーはアルカーイダの副司令官を務めてきたが、ビン＝ラディンの死後、暫定指揮官のサイフ・アル＝アデルに代わり司令官（アミール）に就任した。2012年6月5日、パキスタンの情報部は副司令官のアブ・ヤヒヤ・アル・リービーを殺害したと発表し、2013年にナシル・アル＝ウハイシが副司令官に就任した。ナシルはアラビア半島のアルカーイダ（AQAP）の指導者だったが、2015年6月にアメリカ合衆国の空爆によりイエメンで殺害された。その後アブ・ハイル・アル・マスリが司令官に就任したが、2017年2月にアメリカ合衆国の空爆によりシリアで殺害された。2019年7月、ビン＝ラディンの息子のハムザ・ビン・ラーディンが死亡していることが明らかになった。この頃、ザワーヒリーの体調が悪いという説が広まった。2022年7月31日にはアフガニスタンの首都カーブルの隠れ家に潜んでいたザワーヒリーがアメリカ合衆国の空爆により殺害された。

### 指揮命令系統
アルカーイダは軍事作戦は行っておらず、いくつかの戦闘集団が存在し、攻撃を準備する段階で指導部と相談を行う。
2005年のロンドン同時爆破事件についてアルカーイダが関連している可能性について尋ねられたロンドン警視総監のイアン・ブライアー（Ian Blair）は「アルカーイダは組織ではない。アルカーイダは働き方であり...アプローチの品質証明であり...アルカーイダは訓練を提供したり専門知識を提供する能力を明らかに持っている。ここで起きたことはそういう事だと思う」と述べた。2005年8月13日、インデペンデント紙は7月7日の爆弾犯はアルカーイダの首謀者からは独立して行動したと報道した。

911事件の準備段階において4年間オサマ・ビン・ラディンのボディーガードだったナーサル・アル・バフリは当時の集団がどのように機能していたか、アルカーイダの組織的な管理の仕組みや膨大な武器について記憶をもとに詳細に書き記している 。一方、 著作家のAdam Curtisは「アルカーイダ」は2001年に行われたアメリカ大使館爆破事件に関する裁判の過程で作られた用語だと主張している。
現実はビン・ラディンとアイマン・アル・ザワヒリが、新しい戦略に魅了された幻滅したイスラム過激派のゆるい連合の中心になっていたということでした。しかしそれは組織ではありませんでした。自分たちで活動の大半を計画し、ビンラディンに資金と支援を求めた過激派が居るだけでした。ビン・ラディンは彼らの指揮官ではありません。またビン・ラディンは9月11日の攻撃の後までグループの名前に「アルカーイダ」という用語を使ったという証拠はありません。アメリカ人がそのように命名したことにビン・ラディンが気づいたので、ビン・ラディンも使用するようになったのです。
2001年の裁判中に、米国司法省はRICO法（組織犯罪）によってビン・ラディンを欠席裁判にかけるために、ビン・ラディンが犯罪組織の指導者であることを示す必要があった。組織名と詳細な組織構造についてはジャマル・アル・ファドル（Jamal al-Fadl）が証言を行った。ジャマル・アル・ファドルはグループの創設メンバーであり、ビンラディンに雇用されていたと述べた。しかしアル・ファドルの証言の信頼性については多くの情報源が疑問を呈した。彼には不誠実な前歴があり、米軍施設攻撃の共謀罪で有罪判決を受けた後に司法取引の一部として述べた証言だったからである。 アル・ファドルを弁護した弁護人サム・シュミット（Sam Schmidt）は次のように述べている。
アル・ファドルの証言には、私が間違っていると思う部分があります。彼はアメリカ人が団結できるような構図を支持しました。彼はこの組織が何であるかについての統一されたイメージについて多くの証言で具体的な嘘をついたと思います。それはアルカーイダを新たなマフィアか共産主義者にしました。それによって集団として識別できるようになり、ビン・ラディンが行った行為や声明とアルカーイダを関連付けて、誰でも簡単に訴追できるようになりました
アル＝カーイダの実態は不明点が多く、現在では、アル＝カーイダが一つのまとまった組織なのかどうかで議論が分かれる。CIA元工作員でイスラム主義組織の専門家マーク・セイジマン（Marc Sageman）によると「アル＝カーイダとは、軍隊のような明確な階級が存在する指揮命令系統の組織ではなく、人々が自発的に集合する社会運動のようなものであって、明瞭な境界や構成員が存在しない」とする。特に2001年のアメリカ軍によるアフガニスタン侵攻以降についてはビン＝ラーディンの指揮によるものではなく、地域ごとに自発的に集まった人々によってアル＝カーイダの名の下に勝手にテロが行われていると指摘した。
また、軍事力は明確なターゲットに対しては有効であるが、アメリカ軍と同盟国によってそれらが破壊され組織が拡散してしまった現在では、軍事力の行使とは異なる対策、すなわち人々が暴力的なテロ運動に参加することを阻止する必要があると指摘した。

### 工作員
適切な軍事訓練を受け、部隊を指揮できる指揮官の数は不明である。 2011年にビンラディンの自宅事務所を襲撃して押収した文書によると、2002年時点で中核となる構成員は170人だった。その後アルカーイダは2006年時点で40か国に推定数千人の指揮官を潜入させていた。しかし2009年の時点で活動中の指揮官は200～300人にすぎなかった。
2004年のBBCのドキュメンタリー「The Power of Nightmares」によると、アルカーイダの結びつきは非常に弱いため、ビンラディンと小さな派閥以外は存在しているとは言い難かった。テロ容疑での多くの容疑者が逮捕されたが、有罪判決を受けたアルカーイダの構成員はとても少なく、アルカーイダという名目を満たすような広範な実体が存在したかどうか疑わしいと報じられた。

### 戦闘部隊
ロバート・キャシディによると、アルカーイダは2006年時点で２つの部隊を維持しており、イラクやパキスタンの地元反乱軍と活動を共にしている。アルカーイダの戦闘部隊は最初はソビエト・アフガニスタン戦争における「反乱軍として組織され、訓練され、装備された」数万人の兵士だった。この部隊は主にサウジアラビアやイエメンのムジャヒディンによって構成されており、兵士たちの多くはボスニアやソマリアで世界的なジハードのために戦った。別の一団は西洋に住んでいて初歩的な戦闘訓練を受けた兵士たちで、2006年の時点で１万人ほどが居た 。

### 資金

#### サウジアラビアの支援
1990年代のアルカーイダはオサマビンラディンの個人財産とヘロイン取引、クウェートやサウジアラビアその他のイスラム湾岸諸国の支援者からの寄付で資金を賄っていた。 2009年にアメリカ政府内部で「サウジアラビア発のテロ資金は依然として深刻な懸念」という電報を送ったことをウィキリークスが暴露した。
サウジアラビアがアルカーイダを支援しているという最初の証拠は、ボスニア警察が2002年にサラエボで押収したアルカーイダ初期の資金提供者のリスト「ゴールデンチェーン」である。アルカーイダの亡命者ジャマル・アル・ファドルによって検証された手書きのリストには、寄付者と受益者の両方の名前が記されていた 。オサマ・ビン・ラディンの名前は受益者として7回登場し、寄付者にはアデル・バタジ（Adel Batterjee）やワエル・ハムザ・ジュライダン（Wael Hamza Julaidan）など20人のサウジアラビアと湾岸を拠点とするビジネスマンや政治家が記されていた。アデル・バタジは2004年に米国財務省によりテロ資金供与者に指定された。ワエル・ハムザ・ジュライダンはアルカーイダの創設者の一人とみなされている。
2002年にボスニアで押収された文書によると、アルカーイダは慈善団体を大々的に悪用して世界中の工作員に金銭的・物質的な支援を行った。特にアルカーイダは国際イスラム救援機構（IIRO）とイスラム世界同盟（MWL）という２つの団体を活用した。IIROは世界中のアルカーイダとつながりを持っており、アルカーイダの副司令官のアイマン・アル・ザワヒリとつながっていた。ザワヒリの兄弟はアルバニアのIIROに勤務し、アルカーイダのために積極的な人材募集を行っていた。 MWLはアルカーイダの主要資金源である3つの慈善団体の1つだった。
一説によると、ブッシュ家と深い関係にあるサウジアラビア王族のバンダル・ビン・スルターン（又はその背後のサウジアラビア総合情報庁）が、アルカーイダなどの過激派に対して、隣国イラクやシーア派の軍事大国のシリア、イランを弱体化させる目的に影で支援してきたとされ、駐シリアヨルダン大使やイラン、一部のジャーナリスト、学者は、アルカーイダの真の指導者はバンダルであると主張している。
しかしながら2004年の同時多発テロに関する独立委員会の報告書はサウジからアルカーイダへの支援の証拠は見つからなかったと表明している。

#### カタールの支援疑惑
数人のカタール市民がアルカーイダへの資金提供で告発されている。例えばカタール市民であり、スイスを本拠とする非政府組織（NGO）アルカラマを設立した人権活動家であるアブド・アル・ラーマン・アル・ヌアイミ（Abd Al-Rahman al-Nuaimi）などである。 2013年12月18日、米国財務省はアルカーイダ支援活動により、ヌアイミをテロリスト指定した。米国財務省によると、ヌアイミは「イラクのアルカーイダとカタールの寄付者を仲介して、イラクのアルカーイダに対する財政支援を手助けした」。

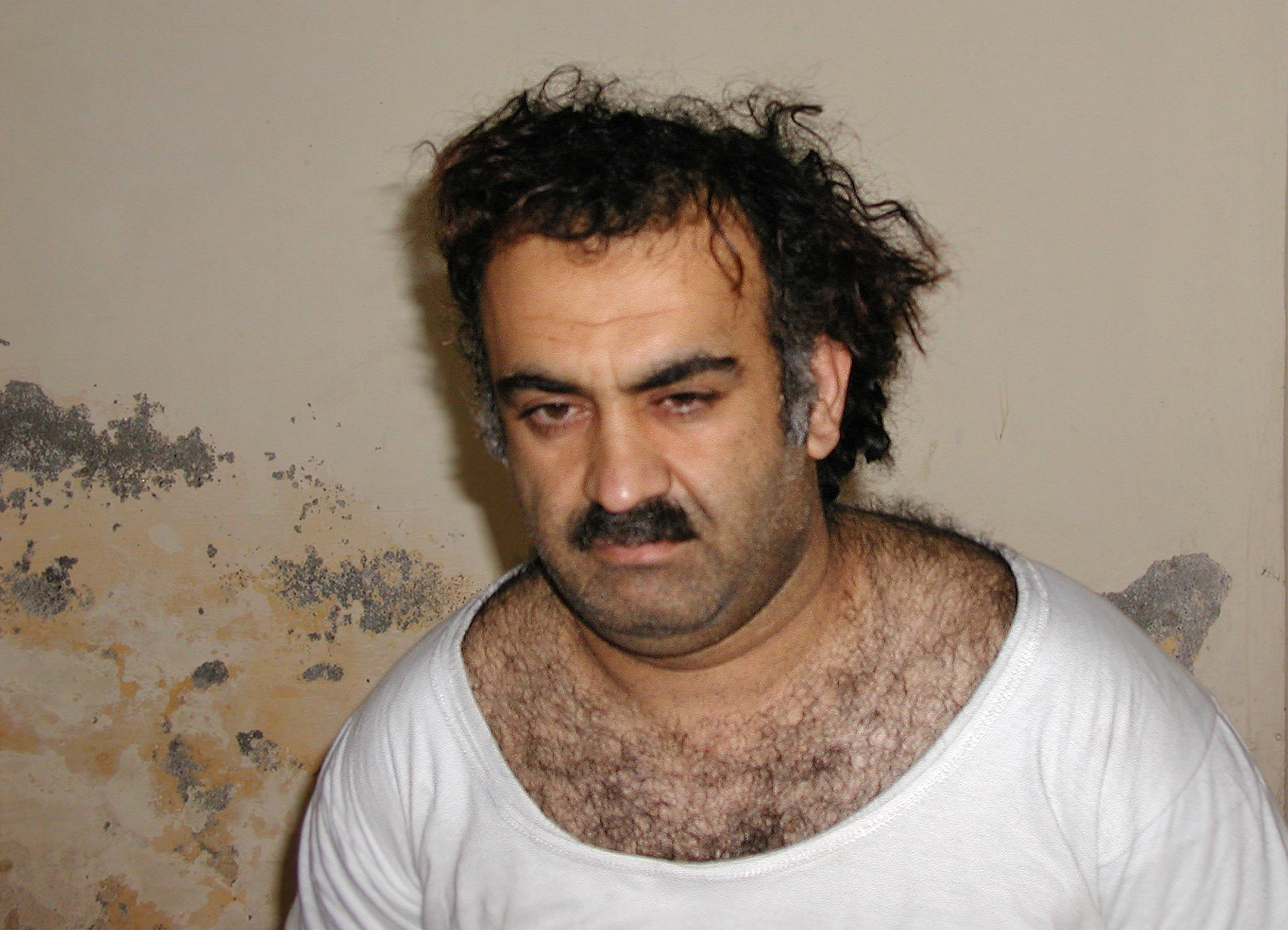
幹部のハリド・シェイク・モハメド

ヌアイミはイラクのアルカーイダに対する毎月200万ドルの資金移動を管理し、イラクのアルカーイダの上級将校とカタール市民の仲介者としての役割を果たしたと非難されている。ヌアイミはアルカーイダのシリア使節団の団長アブハリド・アルスリ（Abu-Khalid al-Suri）との関係を楽しんでいたとも言われている。アブハリド・アルスリは2013年にアルカ－イダに対して60万ドルの送金を行った。ヌアイミはアブド・アル・ワハッブ・ムハンマド「アブド・アル・ラーマン・アル・フメイカーニ」（Abd al-Wahhab Muhammad 'Abd al-Rahman al-Humayqani）とも関連していることが知られている。フメイカーニはイエメンの政治家で、アルカラマの創始者の一人であり、2013年にアメリカ合衆国財務省が特別指定グローバルテロリスト（SDGT）に指定した人物である。アメリカ当局はフメイカーニがアルカラマでの地位を悪用して、アラビア半島のアルカーイダ（AQAP）の代理として資金調達を行ったと主張した。AQAPの有名人であるヌアイミは、イエメンに拠点を置くAQAP加盟組織への資金流入を手助けしたとも言われている。ヌアイミは最終的にAQAPに資金を供給するためにフメイカーニが指示した慈善団体に投資したと非難された 。アメリカ合衆国財務省指定の約10か月後、ヌアイミは英国での事業を行うことも制限された。
もう一人のカタール市民はカリファ・モハメッド・トゥルキ・スバイ（Kalifa Mohammed Turki Subayi）である。2008年6月5日、スバイは「湾岸に拠点を置くアルカーイダの投資家」として米国財務省に制裁された。2008年、スバイはアルカーイダの上級指導者に対する財政的・物質的支援の提供容疑で国連安全保障理事会の制裁リストにも追加された。スバイはアルカーイダの新兵を南アジアの訓練キャンプに送り込んだと言われている。スバイはハリド・シェイク・モハメド（Khalid Sheikh Mohammed）を財政的に支援していた。9月11日付委員会の報告書によると、ハリドはアメリカ同時多発テロ事件の起案者とされるアルカーイダの上級将校である。
カタール最大のNGOであるカタール・チャリティもアルカーイダの隠れ蓑になっていた。同団体の元メンバーで、アルカーイダから亡命してきたアル・ファドルが法廷で証言したところによると、カタールチャリティのディレクターのアブドラ・モハメッド・ユセフ（Abdullah Mohammed Yusef）はアルカーイダと民族イスラーム戦線の両方に所属していた。民族イスラーム戦線はスーダンの政治団体であり、1990年代初頭にオサマ・ビン・ラディンにスーダンの隠れ家を提供していた。
アメリカ合衆国対エナム・M・アーナウトの裁判に提出された文書により、1993年にビン・ラディンがカタール・チャリティは海外のアルカ－イダ工作員への財政的支援を行うために使用される団体の１つだと述べたことが明らかになった。ビン・ラディンはまたエジプト大統領のホスニー・ムバーラクの暗殺失敗により1995年以前には可能だった慈善団体の悪用が難しくなったと不平を述べたことも明らかになった。カタール・チャリティがチェチェンのアルカーイダ構成員に財政的支援を与えたことも明らかになった。しかしハマド・ビン・ナセル・アル・タニ（Hamad bin Nasser al-Thani）はこの告発を公式に否定している。しかし2013年初頭のフランス軍の軍事諜報報告書でも、カタール・チャリティは北マリのアンサール・ダインに資金を送っていると報告されていた。
カタールは誘拐の身代金の名目でアル＝ヌスラ戦線を通じてアルカーイダ系の企業にも資金を供給していた 。テロ資金に対するコンソーシアム（StopTerrorFinance ORG）は、湾岸諸国が2013年以来アル＝ヌスラ戦線に資金を提供していると報告している。アッシャルクル・アウサト紙はカタールが支出した額は2500万ドルに及ぶと推定した。カタールはアル＝ヌスラ戦線に対する募金キャンペーンを行い、アル＝ヌスラ戦線もカタールの寄付は主要な寄付の１つと認めた。

## 思想

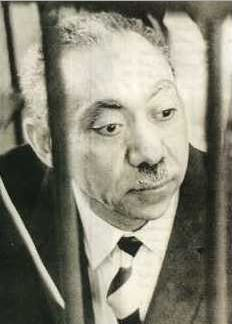
サイイド・クトゥブ

イスラム主義過激派運動は、イスラム復興とイラン革命後のイスラム運動の台頭の時期に進展した。
一説によると、エジプトの作家・思想家・ムスリム同胞団の理論的指導者のサイイド・クトゥブの著作がアルカーイダの組織に影響を与えたと言う。1950年代から1960年代、クトゥブはシャリーア法が欠如しているイスラム世界はもはやイスラム教徒ではなく、ジャヒリヤと言うイスラム以前の無知に戻ったと説いた。イスラム教を復活するために、クトゥブは「真のイスラム国家」を確立しシャリーアを実装し、イスラム教徒の世界から非イスラム教徒の影響を取り除くために、正しいイスラム教徒の先駆者が必要であると主張した。クトゥブの見解には、イスラムの敵に「陰謀を企み」、イスラムに反対した「世界のユダヤ人」が含まれていた。

ビン・ラディンの親しい友人であるモハメッド・ジャマル・ハリファの言葉では：
イスラム教は他の宗教とは異なります。それは生き方です。私たち（ハリファとビンラディン）は、私たちがどのように食べ、誰と結婚し、どのように話すかについてイスラム教がどうしなければならないと言っているかを理解しようとしてきました。私たちはサイイド・クトゥブを読みました。彼は私たちの世代に最も影響を与えた人物です。
クトゥブはビンラディンの師であるアイマン・アル・ザワヒリにも影響を与えた。ザワヒリの叔父で母方の家長であるマフォウズ・アザムはクトゥブの学生であり、被保護者であり、個人的な弁護士であり、そして彼の財産の執行者だった。アザムは処刑前にクトゥブが生きているのを見た最後の人々の一人だった。ザワヒリは彼の著作「預言者の旗の下の騎士」でクトゥブに敬意を表した。クトゥブは多くのイスラム教徒は真のイスラム教徒ではないと主張した。クトゥブは一部のイスラム教徒は背教者であると主張し、その中にはシャリーア法を執行しないイスラム教徒の国の指導者が含まれていた。親ソビエト政府に対するアフガニスタンのジハードは、アルカーイダに影響を与えたサラフィストのジハード主義運動をさらに発展させた。
1996年、ビンラディンは「二聖モスクの地を占領する米国人に対するジハード宣言」を行い、アメリカ合衆国やイスラエルに対するジハードを呼び掛けた。1998年、「ユダヤ人及び十字軍との聖戦のための世界イスラム戦線」の結成文書で、「米国及びその同盟者に対し、軍人、民間人のいずれを標的にすることを問わずジハードを行うことが、それが実行可能なすべてのイスラム教徒にとって義務である」と宣言した。アルカーイダは「イスラム世界は欧米・ユダヤの「十字軍勢力」によって「侵略・抑圧」されているとの認識の下、イスラム世界を守るため、場所の如何を問わず「十字軍勢力」の権益を打倒しなければならない」というグローバル・ジハード思想を喧伝している。

## 起源

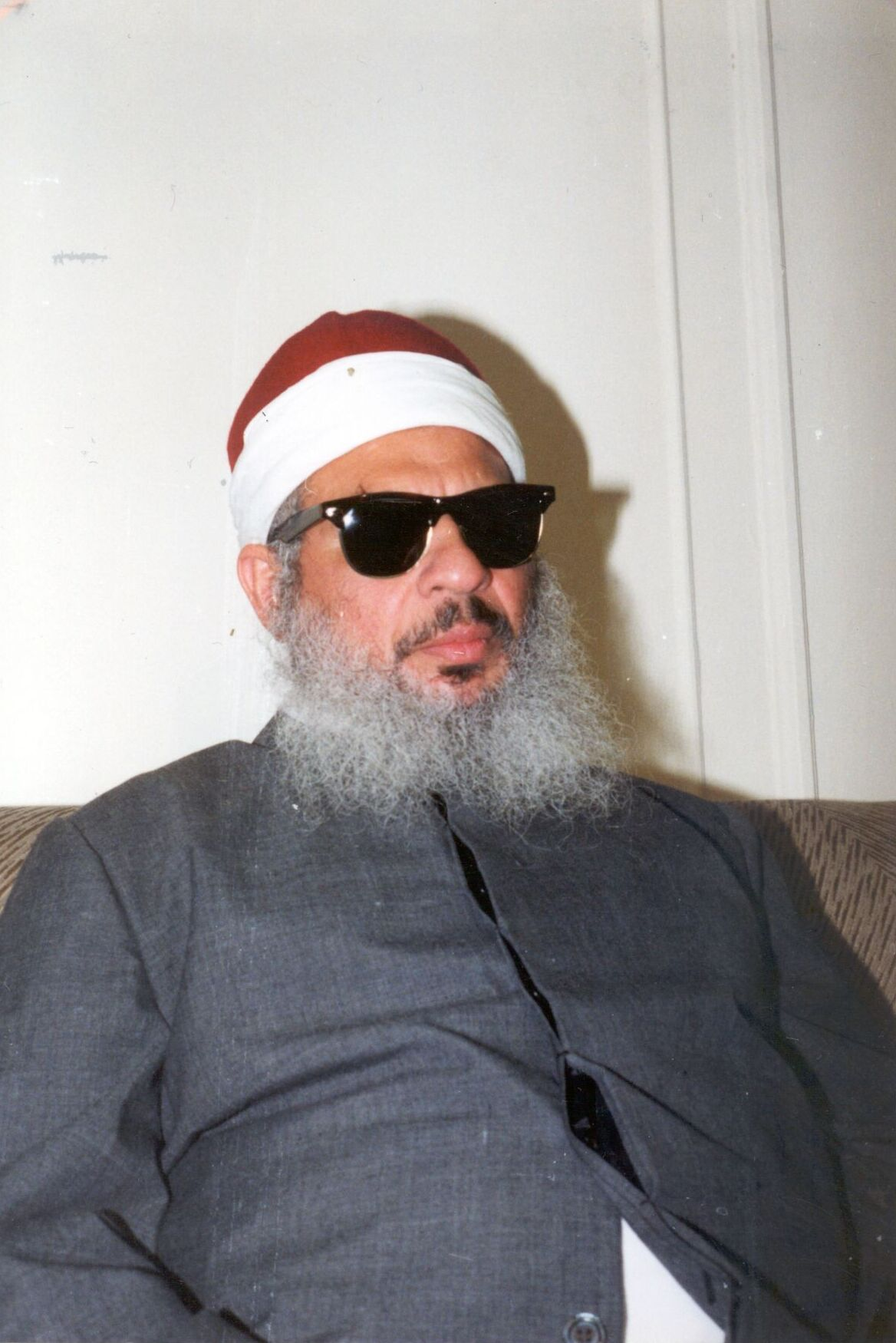
オマル・アブドッラフマーン

アルカーイダの起源は、1979年12月から1989年2月まで続いたソ連・アフガン戦争（第一次アフガニスタン紛争）に求められる。この戦争中、アラブ諸国から多数の若者がアフガニスタンを訪れ、アラブ人のムジャーヒディーン（イスラム義勇兵）としてソ連に対する「ジハード（聖戦）」に参加したが、そのような外国人義勇兵の活動は「マクタブ・アル＝ヒダマト (MAK)」等の国際組織によって統率されていた。
MAKは1984年、パレスチナ人のイスラム学者アブドゥッラー・アッザームと、その大学での教え子であったサウジアラビア人ウサーマ・ビン・ラーディンによって、パキスタンのペシャーワルで設立された。富豪であったビン・ラーディンは、1979年のソ連軍によるアフガニスタン侵攻の直後からムジャーヒディーンへの金銭的支援を行っており、MAKの活動にも多額の資金を提供した。MAKの活動にはイスラム集団の精神的指導者であるオマル・アブドッラフマーンやジハード団指導者のアイマン・ザワーヒリーなどが合流し、35000人のムジャーヒディーンが世界各地からアフガニスタンに集まった。MAKは、ペシャーワルにゲストハウスを設けアフガニスタンのジャラーラーバードなどに軍事訓練キャンプを建設し、ゲリラ戦を主体としてソ連軍と戦うアラブ人ムジャヒディーンを支援した。なお、米ソ冷戦を背景として、アメリカ中央情報局 (CIA)は「サイクロン作戦」の名の下で、パキスタン軍統合情報局 (ISI)を通じてムジャーヒディーン勢力への資金援助を行ったが、ビン・ラーディンらの組織 (MAK)がアメリカから資金提供を受けたとする報告も存在する。
1988年、ソ連軍がアフガニスタンからの撤退した後も世界各地でジハードを継続することを望むビン・ラーディンとその同志が中心となり、MAKから独立した新組織「アル＝カーイダ」を結成した。ここにおいてアブドゥッラー・アッザームはソ連軍撤退後に勃発したアフガニスタン内戦を最優先するのに対し、経済的な側面での実力者であった弟子のビン＝ラーディンは世界各地でのテロ作戦を主張し両者の路線対立が表面化した。1989年にアブドゥッラー・アッザームは何者かに爆殺されMAK体制は崩壊し、アル＝カーイダのメンバーはビン＝ラーディンの傘下となった。ビン＝ラーディンはアラブの英雄としてサウジアラビアに帰国した。
1991年に湾岸戦争が勃発し、当時サウジアラビアに帰国していたビン＝ラーディンらがムジャーヒディーンによってイラク軍からサウジアラビアを防衛する計画を提案したところ当時のファハド・ビン＝アブドゥルアズィーズ国王が断り、イスラームの2大聖地であるメッカとマディーナを領有するサウジアラビアがアメリカ軍を常駐させたことは当時ムジャーヒディーン達の反米意識を高めさせた。
1992年、宗教指導者で民族イスラム戦線のハッサン・アル＝トゥラビの招きでビン＝ラーディンは密かにサウジアラビアを抜け出しスーダンに移った。スーダンではオマル・アル＝バシールのクーデターが成功、ビン＝ラーディンはスーダン滞在中に建設事業などを進める一方でアイマン・ザワーヒリーなどと組織を強化した。しかしテロを続けるアルカーイダはスーダンの厄介者となり、1995年にアイマン・ザワーヒリーはスーダンを離れ世界各地を転々とし、ビン＝ラーディンは1996年にアフガニスタンに拠点を移した。

## 年表
- 1984年 - MAK設立
- 1988年 - アル＝カーイダ設立
- 1991年 - 湾岸戦争
- 1992年 - スーダンに拠点を移動、ボスニア・ヘルツェゴビナ紛争
- 1993年 - 世界貿易センター爆破事件（2月26日）、ランドマーク爆破計画（6月24日）、モガディシュの戦闘（10月3日）
- 1994年 - フィリピン航空434便爆破事件（12月11日）
- 1995年 - ボジンカ計画（1月21日）
- 1996年 - アフガニスタンに拠点を移動
- 1998年 - アメリカ大使館爆破事件（8月7日）
- 2000年 - 米艦コール襲撃事件（10月12日）
- 2001年 - アメリカ同時多発テロ事件（9月11日）、アフガニスタン紛争（10月7日）
- 2002年 - マグリブ反乱（4月11日）
- 2003年 - イラク戦争
- 2004年 - マドリード列車爆破テロ事件（3月11日）、イラク日本人青年殺害事件（10月27日）、ワジリスタン紛争（3月）
- 2005年 - ロンドン同時爆破事件（7月7日）
- 2007年 - ベーナズィール・ブットー暗殺
- 2009年 - デルタ航空機爆破テロ未遂事件（12月25日）、北コーカサス反乱（4月16日）
- 2011年 - ウサーマ・ビン・ラーディンの殺害（5月2日）、シリア内戦
- 2013年 - アルジェリア人質事件
- 2014年 - イスラム国と無関係を宣言[12]、インド亜大陸のアルカーイダ（AQIS）を設立[12]
- 2015年 - シャルリー・エブド襲撃事件、イエメン内戦
- 2017年 - ヌスラ戦線の離脱宣言を拒否[12]
- 2022年 - アイマン・ザワーヒリーの殺害（英語版）（7月31日）

## 活動

### 1990年代

ラムジ・ユセフ

#### 北米
1990年代に始まったアル＝カーイダの闘争は、年を追って過激になった。1993年2月には、思想的指導者となったオマル・アブドッラフマーンや幹部のハリド・シェイク・モハメド、実行犯ラムジ・ユセフらが、ニューヨークの世界貿易センタービル爆破事件を引き起こし、さらに同年6月にはニューヨークの主要なランドマークの爆破計画も企てていた。1995年には、ウサーマ・ビン＝ラーディンの資金提供元にハリド・シェイク・モハメドが起案し、ラムジ・ユセフが実行する予定だった、アジア各国空港発アメリカ行き旅客機の同時爆破を狙ったボジンカ計画が発覚している。
また、これに続く計画では、小型航空機をシアーズタワーやアメリカ合衆国議会議事堂、ホワイトハウスやCIA本部などに突入させる計画も練られており、これらの計画がアメリカ同時多発テロ事件の原案になっているとされる。

#### 中東
1996年には、在サウジアラビア米軍基地爆破事件を引き起こした。

#### アフリカ
1998年には、在ケニアと在タンザニアのアメリカ大使館爆破事件 (1998年)を引き起こし、アフガニスタンのターリバーン政権は同年12月に採択された国際連合安全保障理事会決議1214で匿っているテロリストを国際司法機関へ引き渡すよう求められ、1999年の安保理決議1267において、初めてビン＝ラーディンとアル＝カーイダを名指ししてテロリストの引き渡しが求められた。

#### アジア
一連のボジンカ計画はフィリピン警察が1995年にマニラにあるアルカーイダのアジトに踏み込んだことにより発覚した。ボジンカ計画には、東南アジア各国から出発したアメリカ航空機を同時爆破する計画の他にも、フィリピンに訪問したヨハネ・パウロ2世を暗殺する計画も含まれていた。ボジンカ計画の予行演習としてラムジ・ユセフが実行した1994年のフィリピン航空434便爆破事件では、日本人一人が死亡した。
1997年にはアルカーイダの母体となったイスラム集団がルクソール事件を引き起こし、日本人観光客も死亡している。

### 2000年代前半

#### 北米
2001年にハリド・シェイク・モハメド起案によるアメリカ同時多発テロ事件を引き起こした。これに対して同年10月にアメリカを中心とした有志連合諸国と北部同盟が不朽の自由作戦を発動し、ビン＝ラーディンとアル＝カーイダ勢力を匿うターリバーン政権への軍事攻撃を始めたことにより、アフガニスタン紛争が開始された。同年12月にターリバーン政権は打倒され、ハーミド・カルザイ暫定政権が発足した。これにより、アル＝カーイダは資金的・人員的に打撃を受けたとされ、以降、アル＝カーイダは個々の組織に分離し、それぞれが個別に活動を行っているとされている。また2002年の国際連合安全保障理事会決議1390で、ビン＝ラーディンとアル＝カーイダ関係者とターリバーン幹部らの資産凍結が決定されている。

#### 欧州
2004年3月11日には、マドリード列車爆破テロ事件が発生した。これに対してアル＝カーイダの欧州軍事報道官を名乗る「アブ・ハフス・アル・マスリ隊」がアメリカ同時多発テロを引き合いに出しながらスペイン軍のイラク駐留を十字軍に準えて犯行声明を出した。
このテロ攻撃は総選挙の3日前に実行されたため、選挙結果に決定的な影響を与えることになった。
つまり、アル＝カーイダの思惑通り、元々が反戦世論の強かったスペインにおいて、事件直後からイラク政策でアメリカ追従を続けてきた国民党（ホセ・マリア・アスナール政権）に対して国民の批判が殺到、イラク撤退を求める市民のデモが相次ぐことになった。
またイラク駐留を推進するアスナール政権が、事件発生直後からバスク祖国と自由（ETA）による犯行を示唆していたことにより、「イラク撤退を避けるためETA犯行説を捏造したのではないか」と
いう国民の不信を招いた。これに乗じてイラクからの即時撤退を公約に掲げる野党のスペイン社会労働党は国民党を非難、劇的な逆転勝利による政権交代を成し遂げた。4月16日に首相に選出されたホセ・ルイス・ロドリゲス・サパテロは直後に公約通りにイラクからの撤兵を決定、4月18日から5月までに撤退を完了させた。
2004年12月、ベルリン訪問中のイヤード・アッラーウィーイラク首相の暗殺を試みたラフィク・ヨセフ他2名のテロリストが逮捕される。
2005年7月7日には、ロンドン同時爆破事件が発生し、「欧州の聖戦アルカーイダ組織」名義でイラクとアフガニスタンからの各国軍の撤退を求める犯行声明が出された。後にこの犯行声明は信憑性が薄いとされたが、同年9月1日にアルカーイダが公式に犯行を認める声明を発表した。犯行は海外にいるアルカーイダ首謀者の計画によって進められ、イギリス国内のムスリムが実行したものと見られている。

#### 中東

被害を受けた米艦コール

2000年には、イエメン沖の米艦コール襲撃事件を引き起こし、同年の安保理決議1333でも再度、ターリバーン政権に対して、ビン＝ラーディンとアル＝カーイダを名指しして、テロリストの引き渡しを求めた。しかしターリバーン政権は、これらの決議に応じなかったため経済制裁を受けた。
2003年末以降、イラク戦争後のアメリカ・イギリスの占領統治下にあるイラクに、アル＝カーイダ系テロリストが多数潜入・潜伏した。2004年春以降、アル＝カーイダ系テロリストは、アメリカ人やその同盟国の民間人を標的とした数々の誘拐・殺害事件を実行した。2004年10月には、その残忍さから世界中に悪名を轟かせているアブー＝ムスアブ・アッ＝ザルカーウィー率いるアル＝カーイダ系のスンナ派武装組織であるイラクの聖戦アル＝カーイダ組織がイラク日本人青年殺害事件を引き起こし、日本全土に衝撃を与えた。同組織は構成員にイラク国外出身者のムジャーヒディーンを多く含み、外国人の首を切断して殺害したり、イラク国内のシーア派住民を無差別に殺害するなどの極端に過激な闘争路線を取っていたことから、他のイラク国内の武装勢力としばしば対立した。
アフガニスタン紛争勃発以後、ビン＝ラーディンとアイマン・ザワーヒリーは、アフガニスタンとパキスタンの国境線（デュアランド・ライン）付近のパキスタン領であるカイバル・パクトゥンクワ州や、パキスタン政府の実効支配が限定的にしか及ばない連邦直轄部族地域付近を逃亡中であると考えられていたことから、アメリカ軍はアフガニスタン新政権樹立後も、ビン＝ラーディンやアイマン・ザワーヒリーを捕獲し、ターリバーンやアル＝カーイダ残党、現地武装勢力を掃討するとの名目で、不朽の自由作戦を継続した。この戦いは主に、国境を挟んだパキスタン側の連邦直轄部族地域のワジリスタン地域で行われていることから、ワジリスタン紛争とも呼ばれている。

#### アジア
2000年1月、マレーシアのクアラルンプールでアルカーイダの幹部が会議を開いた。
イスラーム主義組織「ジェマ・イスラミア」（JI）が主導した2002年のバリ島爆弾テロ事件では、アルカーイダ幹部のハリド・シェイク・モハメドらが関与したことが判明しており、ジェマ・イスラミアは2005年にもバリ島爆弾テロ事件を起こしている。
アメリカで逮捕されたアルカーイダ構成員からの証言によると、2002年に日本と韓国で開催された2002 FIFAワールドカップでテロ活動を計画したが、日本にイスラム教徒が少なく協力者が得られないなどの理由で白紙化されたという。また2002年から2003年にかけてにアルカーイダ系組織「ルーベ団」の幹部のアルジェリア系フランス人リオネル・デュモンが偽造旅券で日本へ4回入国し、新潟に潜伏していた事が判明している。関係して5名の外国人が警視庁等に逮捕された。
2004年10月にはイラクで、イラクの聖戦アルカーイダ組織がイラク日本人青年殺害事件を引き起こしている。

### 2000年代後半

#### 中東
2006年10月には、イラクの聖戦アルカーイダ組織を中心とした5つのスンニ派武装組織が結集して、イラク中部を一方的に自国領土だと主張する過激派の統一機構であるイラク・イスラム国を結成した。しかし、イラクの聖戦アルカーイダ組織の指導者であったザルカウィと、イラク・イスラム国の指導者であったアブー・ウマル・アル＝バグダーディー（首長）、アブ・アイユーブ・アル＝マスリ（戦争大臣）は、既にアメリカ軍とイラク治安部隊の合同作戦で死亡しており、現在ではイラク国内のアルカーイダ系勢力は弱体化が進んでいると見られている。そして、イラク・イスラム国の新たな指導者アブー・バクル・アル＝バグダーディーによる新指導体制について、イラクのマリキ首相は「早期に終結させる」と宣言している

#### アジア
ラシュカレトイバが主導したと見られる2006年のムンバイ列車爆破事件と2008年のムンバイ同時多発テロでもアルカーイダの関与が疑われている。
また、パキスタンで起こった、2007年のパキスタン・モスク立てこもり事件と2008年9月のイスラマバード・マリオット・ホテル爆破テロ事件でもアルカーイダの関与が疑われている。
新疆ウイグル自治区では中華民国時代から、イスラム教徒のウイグル人による東トルキスタン独立運動がある。そのうち東トルキスタンイスラム運動は、中華人民共和国の共産主義政権からの独立を目指すために「あらゆる手段を講じても独立を勝ち取る」と宣言しているが、その中でアルカーイダとの係わりを示唆している。2008年4月11日の夕刊フジでは、中国政府が中国全土がテロのターゲットになる恐れがあることを懸念していると報じられた。東トルキスタンイスラム運動は、2008年7月21日に発生した昆明バス爆破事件や、カシュガルで発生した警察に対するテロ事件にも関わっていると見られ、アメリカ、中国両政府からアルカーイダとの強いつながりが疑われる組織として認定されている。
2007年2月、キャンプ座間が迫撃弾により攻撃された際には、米ABCテレビは日本及びパキスタン情報筋の話として日本国内でアルカーイダと関係の深いパキスタン人武装組織によるネットワーク化が進んでいると伝えた。
2007年10月29日、日本外国特派員協会で行われた講演の中で、鳩山邦夫法務大臣が「私の友人の友人がアルカイーダ」と発言し「2、3年前は何度も来日していたようだ」とも語った。現役閣僚の発言として大きな波紋を呼び、のちに一部発言を訂正した。詳しくはアルカーイダ発言を参照のこと。

### 2010年代前半

#### 中東
2010年5月21日にはアル＝カーイダのナンバー3でアフガニスタンにおいてアル＝カーイダを指揮するサイード・アル=マスリー（別名：ムスタファ・アブ・アル＝ヤジド）が、アメリカ軍の無人攻撃機により殺害された。
2011年5月2日（米国現地時間5月1日）、「アメリカ軍の特殊部隊が、ビン＝ラーディンの潜伏先と見られていたイスラマバード北東のアボッターバードにある邸宅で、ビン＝ラーディンを殺害した」と、CNNが報道した。これに関して、アメリカ合衆国大統領バラク・オバマがCNNの報道直後に声明を発表しており、ビン＝ラーディンとされる遺体をアメリカ当局が回収した事、及びDNA鑑定の結果、遺体がビン＝ラーディンである事も判明したとされる。
2013年1月、イスラム・マグレブ諸国のアルカーイダ（AQIM）がアルジェリア人質事件を引き起こし、日本人10人が死亡した。
2014年2月、アルカーイダがイラクとレバントのイスラム国（ISIL）と絶縁した。6月、イラクとレバントのイスラム国（ISIL）がイスラム国家の樹立が宣言した。

#### アジア
2011年、フィリピンのミンダナオ島やスールー諸島などでアルカーイダ系組織が活動を活発化させた。
2014年6月、フィリピンのバシラン州を拠点とするアブ・サヤフの派閥がイスラム国（ISIL）に鞍替えした。
2014年9月、アルカーイダはインド亜大陸のアルカーイダ（AQIS）を設立し、ミャンマーやバングラデシュ、インド（アッサム州やグジャラート州）、カシミールなどで活動を行うと発表した。一説によると、これはイスラム国に対する牽制という意味があると言う。

### 2010年代後半

#### 欧州
2015年1月、アラビア半島のアルカーイダ（AQAP）がシャルリー・エブド襲撃事件を起こした。

#### 中東
2016年7月、ヌスラ戦線がアメリカ合衆国やロシアからの攻撃を避けるためや他の反体制派勢力との統合を進めるために、アルカーイダからの分離を宣言したが、アイマン・ザワーヒリーは分離を拒絶した。
2018年5月の国際連合安全保障理事会のISIL（ダーイシュ）及びアルカーイダ制裁委員会議長から国際連合安全保障理事会議長への書簡によると、パキスタンの連邦直轄部族地域に対する軍事作戦により20のテロリスト集団がアフガニスタンに退避して、ターリバーンにかくまわれている。その人数はターリバーンと敵対しているイスラム国も含めると1万人～1万5000人に及ぶ。アフガニスタン内のアルカーイダは265人～400人で、前年の100人～120人と比べると増加している。アルカーイダはバダフシャーン州やクナル州、ナンガハール州やヌーリスタン州などアフガニスタン東部で増加している。クナル州やナンガハール州の指導者はアブ・アーフンド（Abu Akhund）というアラブ人で、元はオサマ・ビン・ラディンの相談者だった人物である。アーフンドは海外から定期的にアフガニスタンに通っている。オサマビンラディンの息子ハムザ・ビン・ラーディンもパクティーカー州やクナル州、バダフシャーン州のワルデュ郡などに展開している115人のアルカーイダの部隊を海外から統率していると言われている。アルカーイダはターリバーンの保護の下で、ザーブル州のKhak-e-Afghan郡とDaychopan郡に訓練キャンプを設置している。またアルカーイダはターリバーンの保護の下で、カンダハール州やウルーズガーン州を経由してヘルマンド州に通行している。2017年12月、ガズニー州やパクティーカ州、ザーブル州で行われたアルカーイダ掃討作戦でアメリカ合衆国軍はインド亜大陸のアルカーイダの副指導者ウマル・ビン・ハッターブ（Omar bin Khatab）を殺害した。
2019年7月の国際連合安全保障理事会のISIL（ダーイシュ）及びアルカーイダ制裁委員会議長から国際連合安全保障理事会議長への書簡によると、アルカーイダはシリアのイドリブ県やイエメン、ソマリア、西アフリカではイスラム国より優勢である。またターリバーンの指導部との長年に渡る友好関係により、アフガニスタンはアルカーイダの指導部の安全な隠れ家になっている。アルカーイダはターリバーンに対する軍事指導や宗教指導を行っている。アルカーイダはターリバーンのハッカーニ・ネットワークやカシミール地方の分離独立を唱えるラシュカレトイバと協力し、アフガニスタンのタジキスタン国境（バダフシャーン州シグナン郡）やパキスタン国境（パクティーカー州バルマル郡）で存在を強化しようとしている。

#### アジア
2015年11月、マレー諸島のアルカーイダ（Tandzim Al-Qaeda）に所属するマレーシア人が逮捕された。12月、シリアのジュンド・アルアクサ（Jund al-Aqsa）に所属するマレーシア人が逮捕された。
2017年9月、アルカーイダはミャンマー軍によるロヒンギャ迫害に対する報復を宣言した。
2019年1月、フィリピンのホロ島のキリスト教の教会で爆発があり18人が死亡した。ホロ島はアブ・サヤフの拠点であり、関与が疑われている。

#### アフリカ
2019年、アルカーイダはサヘルと西アフリカでイスラム国系の戦闘員と連携して勢力を拡大している。1月、アル・シャバブ (ソマリア)がケニアホテル襲撃事件を起こした。

## 評価
久しくイスラム教の指導者はテロがあるたびに「テロはイスラム教の教えに反する」との声明を出している。
2005年12月9日に閉幕したイスラム諸国首脳会議でも、あらためてテロはイスラム教の教義に反すると明確化された。しかし、イスラム教として、テロ指導者が背教者であるとのファトワは出していない。また、殺害への懸賞金どころか、首謀者等の逮捕についての努力も見られない。
一般的に、ムスリムの多数派、とくにイスラム諸国の政府や宗教指導者はアルカーイダの破壊行為をテロと批判している。しかし、イスラエルやアフガニスタン、イラクの情勢に関して日常的に反米意識を募らせているムスリムの中にはアルカーイダに心情的な共感を寄せる向きがあるとも言われる。アメリカ同時多発テロ事件の際には狂喜乱舞するパレスチナ民衆の映像がマスコミを通じて全世界に流れた。構成員に関しては、異教徒・非イスラム的な生活習慣に取り囲まれ、孤立を感じたヨーロッパなどのムスリム移民の間からアルカーイダに身を投じる者があったことが指摘されている。
その一方、いわゆる「イスラム原理主義過激派」の起こすテロが一般のムスリムをも巻き込んできたこと、またイスラム教が説く慈悲・寛容の精神から外れているとして、「過激派」は現地でもムタタッリフィーン（過激主義者）と称され、社会から異端視されることが多いとされる。

## 関連組織
- ムジャーヒディーン
- ターリバーン
- ウズベキスタン・イスラム運動
- ラシュカレトイバ
- ジェマ・イスラミア
- ラスカー・ジハード（英語版）
- ユダヤ・十字軍に対する聖戦のための国際イスラム戦線
- シャーム解放機構
- イスラム戦線
- シリア革命派戦線（英語版）
- アンサール・アル＝イスラーム (クルド)（英語版）
- アブドラ・アッザム旅団（英語版）（AAB）
- アラビア半島のアルカーイダ
- アンサール・アッ＝シャーリア (イエメン)（英語版）
- アンサール・エルサレム（英語版）（エルサレムの支援者[115]）
- アル・シャバブ (ソマリア)
- イスラーム・マグリブのアル＝カーイダ機構（AQIM）
- アンサール・アッ＝ディーン (マリ共和国)
- 西アフリカ統一聖戦運動（英語版）（MOJWA）
- アンサール (ナイジェリア)